# Aparã
Aparã (em armênio: Ապարան; romaniz.: Aparan) é uma cidade e município da província de Aragatsotn, na Armênia. De acordo com o censo de 2011, havia 6 451 habitantes no centro urbano e 23 028 no município.

## Etimologia
Acredita-se comumente que o nome de Aparã é derivado da palavra armênia aparank, que significa palácio real. No entanto, ao longo da história, a cidade foi conhecida por nomes diferentes, incluindo Cassal (Քասաղ, Kʼasał), Abarã (Աբարան, Abaran) ou Alta Abarã (Աբարան Վերին, Abaran Verin). Mais tarde foi chamada Baxe Aparã (Բաշ Ապարան, Baš Aparan; em turco: Baş Abaran) até 1935, quando o nome foi alterado para Aparã pelo Soviete Supremo da República Socialista Soviética da Armênia.

## História

### Antiguidade e Idade Média
Na Antiguidade, Aparã localizava-se no distrito (gavar) de Niga, na província de Airarate do Reino da Armênia. A primeira referência à cidade foi feita por Ptolemeu (século II), que a chamou Casala, a forma grega de Cassal. Originalmente fez parte dos domínios da dinastia arsácida, mas no reinado de Tiridates II (r. 216–252), foi concedido como apanágio aos gentúnidas, uma das famílias nobres (nacarares) do reino. Os Gentúnios fundaram a Basílica de Cassal no final do século IV e início do V, no espaço antes ocupado por um palácio arsácida abandonado. Entre os séculos IX e XI, Aparã fazia parte do Reino Bagrátida da Armênia, com os Gentúnios sendo registrados como príncipes vassalos dos bagrátidas.
De meados do século X ao final do XII, ficou sob o controle de várias dinastias muçulmanas, a saber, os curdos xadádidas e os turcos delimeques (originários do atual Irã). Durante este período, foi administrada localmente pelos príncipes armênios Palavuni. Após a queda de Ani para os bizantinos em 1045, os seljúcidas ocuparam a maior parte do planalto Armênio em 1064. No entanto, no final do século XII, Aparã novamente ficou sob o domínio armênio com o estabelecimento do Principado Zacárida da Armênia. Os governantes zacáridas concederam a governança da área à família nobre Vachutiã que investiu em várias obras arquitetônicas ao longo do vale do rio Cassal. Eles governaram até o século XIV, quando a Armênia se tornou parte do Ilcanato do Império Mongol. No último quarto do século XIV, a confederação tribal turca sunita oguz dos cordeiros brancos assumiu o controle da Armênia, incluindo Aparã, antes de ser invadida por Tamerlão em 1400.

### Idade Moderna
Entre 1502 e 1828, a Armênia tornou-se parte do Estado persa sob o governo das dinastias Safávida, Afexárida e Cajar, com curtos períodos de governo otomano entre 1578 e 1603 e mais tarde entre 1722 e 1736. No século XVI, a diocese latina de Naquichevão (cujo título foi mantido) foi transferida para Aparã, que estava melhor situada perto das comunidades católicas. Por volta de 1620, o papa Gregório XV (r. 1621–1623) instigou a fundação de um seminário Fratres Unitores (ramo exclusivo da ordem dominicana armênia) em Aparã. A sede foi elevada em 21 de fevereiro de 1633 como arquidiocese não metropolitana de Naquichevão, mas a atividade diocesana aparentemente parou mais tarde naquele século. Seria suprimido em 1847, depois de permanecer vaga desde 1765, pois seus fiéis fugiram do país durante as guerras devastadoras entre os otomanos e os safávidas.
O historiador armênio Zacaria de Canaquer, usou o nome Cassal para se referir a Aparã durante o século XVII. A partir do século XVIII, tornou-se conhecida como Baxe Aparã em documentos persas e turcos. Nesse tempo, era o centro do distrito (maal) de Aparã do Canato de Erevã da Pérsia. Não tinha população estabelecida de armênios ou muçulmanos devido a estar localizado na fronteira norte numa zona de guerra frequente. O distrito foi reivindicado por nômades turcos da tribo buiuque-chobancara (büyuk-chobankara), que a usavam como terra para suas pastagens e assentamentos temporários. Em 8 de julho de 1826, a cidade foi capturada do canato (sob a suserania cajar) pelo exército russo. Em 1828, após a Guerra Russo-Persa de 1826–1828, Aparã estava entre as terras que foram entregues ao Império Russo como resultado do Tratado de Turcamanchai assinado em 21 de fevereiro de 1828. Dentro da Armênia russa, foi um dos distritos (raions) do uezde de Echemiazim da gubernia de Erevã.

### Idade Contemporânea
Durante os anos do genocídio armênio, muitas famílias refugiadas armênias chegaram a Baxe Aparã vindas das cidades armênias ocidentais de Vã, Muxe, Elesquirte e Erzurum entre 1914 e 1918. Muitas outras famílias também chegaram da cidade armênia oriental de Coi. A cidade foi o local da Batalha de Abarã contra o exército turco em 21 de maio de 1918, durante a Campanha do Cáucaso da Primeira Guerra Mundial, quando a invasão turca da recém-independente República Democrática da Armênia foi revertida. Durante o breve período de independência, Baxe Aparã se tornou um raion (distrito) da Armênia. Em 1973, foi concluída a primeira etapa dos canos que transportam água de Aparã para abastecer vários distritos de Erevã. Nos anos 1950, a cidade teve considerável desenvolvimento e várias empresas alimentícias, de informação, tecnologia e serviços se instalaram ali. Em termos de infraestrutura, nesse tempo contava com duas escolas secundárias, uma escola primária, uma escola de música, uma escola profissionalizante, uma casa de cultura, um teatro folclórico, duas bibliotecas, um cinema, um centro de comunicação com uma estação de rádio automática, um hospital, uma policlínica e uma farmácia. Em 1978, ao norte da cidade, foi erguido um monumento à Batalha de Aparã, projetado pelo arquiteto Rafael Israelyan.

## Geografia
A uma elevação de 1 880 metros, a cidade de Aparã está no sopé do monte Aragats, na rodovia Erevã-Espitaque, a 42 quilômetros a nordeste de Erevã. Seu município originou-se do extinto distrito (raion) homônimo da RSS da Armênia, fundado em 9 de setembro de 1930. Estende-se ao norte até as encostas íngremes das montanhas Fambaque, ao sul até as encostas suaves das montanhas Salcuniase, e a nordeste até o monte Aragats. Tem clima continental, com inverno frio e verão fresco. Sua temperatura média anual é de -14,3 °C, e a mínima é de -33 °C. O rio Cassal flui pela área circundante com seu tributário Guelarote, cujas águas enchem o lago Aparã. A precipitação anual é de 651 milímetros. A região tem solos pretos de prados de montanha. Há reservas de tufo, calcário, alumina e pedras de construção, bem como águas minerais.
Aparã é essencialmente agrícola. Em 1972, foram contabilizados 10 964 hectares de terra arável. Planta-se grãos, batatas, vegetais e forragens. A pecuária intensiva fornece 2/3 da produção bruta. O segundo ramo de desenvolvimento é o industrial, centrado na capital municipal. Há fábricas alimentícias (grãos, limonada, queijo, cerveja), uma filial da associação "Haygorg" de Erevã e uma fábrica de serviços domésticos. Filiais da fábrica de construção de máquinas de Erevã estão presentes em Aparã e Cuchaque. O município possui três hospitais, uma clínica ambulatorial e 17 postos médicos. Em 1973, foram contabilizadas 10 escolas secundárias, 12 escolas primárias, duas pré-escolas, três jardins de infância, uma escola por correspondência e uma secundária noturna com 6 370 alunos e 342 professores, escolas vocacionais e escolas de música. Há 21 clubes e um centro cultural, um cinema fixo e móvel e 10 bibliotecas.

### Evolução censitária
| Ano       | 1831  | 1873   | 1914   | 1919  | 1931  | 1939   | 1959   | 1970  | 1976   | 1979  | 2001   | 2011   |
| --------- | ----- | ------ | ------ | ----- | ----- | ------ | ------ | ----- | ------ | ----- | ------ | ------ |
| Cidade    | 386   | 1 353  | 2 237  | 2 295 | 2 666 | X      | 2 662  | 5 969 | X      | 5 990 | 6 614  | 6 451  |
| Município | 7 976 | 19 228 | 39 326 | X     | X     | 36 213 | 23 437 | X     | 19 800 | X     | 23 149 | 23 028 |

### Subdivisões
O município é subdividido em 22 assentamentos:
- Aparã
- Aragats (Արագած, Aragac)
- Arai (Արայի, Arayi)
- Apenaguiul (Ափնագյուղ, Apnagyuł)
- Caique (Կայք, Kayk)
- Chequenal (Չքնաղ, Čknał)
- Cuchaque (Քուչակ, Kučʿak)
- Elipatruxe (Եղիպատրուշ, Ełipatruš)
- Ernejapate (Երնջապատ, Ernǰapat)
- Hartavã (Հարթավան, Hartavan)
- Jerambar (Ջրամբար, J̌rambar)
- Lussaguiul (Լուսագյուղ, Lusagyuł)
- Meliqueguiul (Մելիքգյուղ, Melikgyuł)
- Nigavã (Նիգավան, Nigavan)
- Saralanje (Սարալանջ, Saralanǰ)
- Salcaxém (Ծաղկաշեն, Całkašen)
- Tetujur (Թթուջուր, Ttuǰur)
- Vardenis (Վարդենիս)
- Vardenute (Վարդենուտ, Vardenut)
- Xenavã (Շենավան, Šenavan)
- Xolaquém (Շողակն, Šołakn)
- Zoragluque (Ձորագլուխ, Joragluχ)